# Rivière Wessonneau
Rivière Wessonneau är ett vattendrag i Kanada.   Det ligger i provinsen Québec, i den sydöstra delen av landet, 290 km nordost om huvudstaden Ottawa.
I omgivningarna runt Rivière Wessonneau växer i huvudsak blandskog. Runt Rivière Wessonneau är det mycket glesbefolkat, med 3 invånare per kvadratkilometer.